# Merremia hainanensis
Merremia hainanensis là một loài thực vật có hoa trong họ Bìm bìm. Loài này được H.S. Kiu mô tả khoa học đầu tiên năm 1974.